# Gaston Cusin
Pour les articles homonymes, voir Cusin.
Gaston Cusin (né à Annecy le 15 juin 1903 et mort à Paris 7e le 17 octobre 1993) a été syndicaliste, membre du cabinet de Pierre Cot, chargé dans les différents gouvernements du Front populaire de favoriser l'aide clandestine à la République espagnole, résistant, commissaire régional de la République à la Libération, haut fonctionnaire.

## Biographie

### Le douanier
« Fils, deux fois petit-fils et neveu de douaniers », aimait-il à répéter. Son père et son oncle prennent part aux activités des Amicales et premier syndicat des douanes. Après des études secondaires au lycée Berthollet d'Annecy, Gaston Cusin devient, par concours, en janvier 1921, contrôleur adjoint des douanes. Il fait son service militaire au 27e Bataillon des chasseurs alpins en 1923 et en sort sous-lieutenant. Il exerce sa profession à Modane (Savoie), Mulhouse (Haut-Rhin) puis Paris, tout en participant activement au syndicalisme CGT. En poste dans le Sud-Est, il est fortement impressionné par les récits de la résistance passive des cheminots italiens pendant la marche sur Rome des 27-29 octobre 1922. Une corporation comme celle des douaniers peut se battre avec d'autres armes que la grève traditionnelle pense-t-il. Aussi, en 1926, organise-t-il la première grève douanière par application du règlement (appelée couramment grève du zèle). La CGT utilise ses compétences administratives et financières en le faisant participer, en 1928, à une commission sur le classement dans la fonction publique et, en 1930, aux projets syndicaux de réforme de l'administration et de création d'une école de douanes. Nommé le 1er août 1930 receveur des douanes à Saint-Gingolph (Haute-Savoie), Gaston Cusin est candidat au concours de l'Inspection des finances en 1934 et 1935. À la même époque la CGT lui demande de prendre part à des conférences sur la planification et la direction du crédit, avec J. Duret, A. Philip, René Belin, R. Lacoste.

### Le contrebandier
Gaston Cusin entre dans un cabinet ministériel dès mai 1936, en qualité de chef adjoint du cabinet du sous-secrétaire d'État aux travaux publics. Il joue un grand rôle à l'époque du premier ministère Blum (juin 1936-juin 1937) comme sous-chef de cabinet du ministre des finances, Vincent Auriol. Il se charge immédiatement d'organiser la nationalisation de la Banque de France et d'arbitrer les conflits sociaux dans les banques en bénéficiant du soutien de la CGT. Cusin déclare en 1965 avoir été hostile à la multiplication des arrêts de travail décidés pour ce qu'il estime être des raisons politiques. Avec d'autres experts, il s'intéresse aux thèses économiques de Keynes.
Les événements d'Espagne font de l'ancien douanier un contrebandier pour raison d'État. Léon Blum l'a choisi comme délégué pour les relations interministérielles avec la République espagnole. Il conserve cette fonction dans tous les cabinets jusqu'en 1939. Le 13 août 1936, il rencontre secrètement Thorez et Duclos : « je leur faisais savoir que pour tout ce qui concernait l'aide clandestine à l'Espagne, je serais le responsable au sein de l'appareil d'État, et le seul désormais auquel il leur était loisible de s'adresser ». Son interlocuteur désigné du côté communiste est Giulio Cerreti dit Allard qui reconnut en Gaston Cusin l'homme de la situation : « Lorsque Cusin répondait oui à une question, aucun ministre n'aurait pu le faire revenir sur sa décision ». Blum pose toujours comme condition au soutien socialiste aux différents ministères à direction radicale, la totale liberté de Cusin, quelles que soient les décisions officielles concernant la fermeture des frontières et la politique du Quai d'Orsay. Utilisant la complicité de ses amis du syndicat des douanes et les renseignements que lui fournissent les Affaires étrangères, le ministère de la Guerre et la Sûreté nationale, il peut faire transiter par la France le contenu de près de quatre cents navires chargés de matériel militaire soviétique. Pour cela il utilise de nombreuses complicités à Bordeaux, notamment dans le milieu des douaniers et de l'administration du port. Ses fonctions officielles, qui servent surtout à couvrir ses activités en faveur de l'Espagne républicaine, sont successivement : directeur du cabinet du sous-secrétaire d'État aux finances (juillet 1937), chef adjoint du cabinet du ministre du commerce (janvier 1938, le directeur est Jean Moulin), chef de cabinet du ministre chargé de la coordination à la Présidence du conseil (Blum-Auriol) en mars 1938, directeur de l'Imprimerie nationale le 2 juillet 1938 (Ministère Daladier).

### La Seconde Guerre mondiale
Mobilisé le 21 août 1939, il est affecté, sur sa demande, au 150e Régiment d'infanterie (front de Lorraine) puis, sur ordre, à l'État-major de la 4e armée avec grade de capitaine. Le gouvernement Paul Reynaud le nomme chef du service du blocus le 2 avril 1940, puis, après l'Armistice, le ministère Pétain le rétrograde aux fonctions de contrôleur financier à l'office de navigation. D'après Pierre Péan, Cusin et son réseau de douaniers syndicalistes mis en place pendant la Guerre d'Espagne aurait détourné trente tonnes d'or de la Banque de France au profit de la France libre. Gaston Cusin entre en contact avec la CGT clandestine et avec les mouvements de résistance Libération-Nord et l'OCM. On note sa présence comme prisonnier politique au camp de Compiègne en avril-mai 1942, arrêté préventivement comme otage. Mais, libéré, il devient, le 1er juillet 1942, chargé de la coordination des services régionaux de l'Économie nationale dans la zone sud. Son réseau de douaniers syndicalistes lui sert à nouveau pour créer un service de renseignement et d'aide à la Résistance. De Gaulle le désigne aux fonctions de commissaire régional de la République, le 3 octobre 1943, de la région de Bordeaux qui comportait les départements de la Gironde, des Landes, des Basses-Pyrénées et de Lot-et-Garonne, et où il était très introduit dans les milieux résistants, puis à celles de délégué du Gouvernement provisoire de la République française à la Libération du Sud-Ouest le 28 août 1944.

### Haut fonctionnaire sous laIVeRépublique
Après la Libération de la France, Gaston Cusin est un haut fonctionnaire sans appartenance politique, mais, qui bénéficie de bons rapports avec les milieux syndicaux et les diverses composantes de la Gauche. Ses principales fonctions sont : délégué du gouvernement provisoire au ministère de l'Économie nationale (1945), inspecteur général de l'Économie nationale (1946), secrétaire général du Comité économique interministériel (1947), président de l'Institut d'émission des États associés d'Indochine (1951-1954), Haut-commissaire de la République en Afrique-Occidentale française (1956-1958), conseiller d'État en service extraordinaire (1959), et membre du Conseil économique et social de 1964 à 1974 d'abord au titre des Territoires et départements d'outre-mer puis au titre des Activités diverses (touristiques). Après la fin de sa carrière publique, il mène des activités « privées » dans le groupe UYA puis dans l'organisation des distributeurs indépendants du pétrole.
En retraite et jusqu'à sa mort, il défendit Maurice Papon qu'il avait nommé préfet à la Libération, quand il était Commissaire de la République à Bordeaux, puis qu'il avait nommé son directeur de cabinet.
Gaston Cusin a épousé le 6 septembre 1936 Huguette Milet dont il a eu une fille : Michèle. Elle s'est mariée en 1960 avec Louis Mexandeau, professeur d'histoire, élu député socialiste du Calvados en 1973 et nommé ministre des PTT en mai 1981.

## Décorations
- Grand Officier de la Légion d'honneur[5]
- Médaille de la Résistance française avec rosette (20 novembre 1946)[6]
- Commandeur de l'ordre de l'Économie nationale (1955)[7]